# Sparta (Missouri)
Sparta és una població dels Estats Units a l'estat de Missouri. Segons el cens del 2000 tenia 1.144 habitants.

## Demografia
Segons el cens del 2000, Sparta tenia 1.144 habitants, 463 habitatges, i 324 famílies. La densitat de població era de 501,9 habitants per km².
Dels 463 habitatges en un 37,8% hi vivien nens de menys de 18 anys, en un 49,2% hi vivien parelles casades, en un 15,3% dones solteres, i en un 30% no eren unitats familiars. En el 26,6% dels habitatges hi vivien persones soles el 13,6% de les quals corresponia a persones de 65 anys o més que vivien soles. El nombre mitjà de persones vivint en cada habitatge era de 2,47 i el nombre mitjà de persones que vivien en cada família era de 2,92.
Per edats la població es repartia de la següent manera: un 30,9% tenia menys de 18 anys, un 5,8% entre 18 i 24, un 30,3% entre 25 i 44, un 18,6% de 45 a 60 i un 14,3% 65 anys o més.
L'edat mediana era de 32 anys. Per cada 100 dones de 18 o més anys hi havia 81,2 homes.
La renda mediana per habitatge era de 22.768 $ i la renda mediana per família de 27.981 $. Els homes tenien una renda mediana de 25.227 $ mentre que les dones 17.206 $. La renda per capita de la població era d'11.869 $. Entorn del 14,3% de les famílies i el 18,7% de la població estaven per davall del llindar de pobresa.

## Poblacions més properes
El següent diagrama mostra les poblacions més properes.